# William Harris Crawford
William Harris Crawford (Amherst, 24 febbraio 1772 – Crawford, 15 settembre 1834) è stato un politico statunitense.

## Biografia
Fu il nono segretario alla Guerra degli Stati Uniti, nel corso della presidenza di James Madison (4º presidente) e all'inizio della Presidenza di James Monroe. Nato nella contea di Amherst.
Fra le altre cariche ricoperte quella di settimo segretario al Tesoro degli Stati Uniti. Dopo essersi ritirato dalle scene politiche lavorò come giudice fino al termine della sua vita. Alla sua morte il corpo venne seppellito al Crawford Cemetery in Crawford, Georgia.